# Adalia
Adalia este un gen de buburuze din familia Coccinellidae. Conține doar două specii:
- A. bipunctata[2]
- A. decempunctata.

## Distribuire
Adalia bipunctata este prezentă în Europa, Asia, America de Nord și Noua Zeelandă.

## Hrana
Cele două specii sunt predominant afidofage(se hrănesc cu afide), dar prezintă, de asemenea, canibalism și preced alte buburuze.

## Paraziti
Speciile Adalia sunt supuse parazitismului de către bacteriile care distrug masculii: invazia unei specii de insecte, A. bipunctata , de către două bacterii diferite care ucide masculii, muștele foride și degeeride, precum și acarienii Coccipolipus hippodamiae cu transmitere sexuală .